# Selydowe
Selydowe (ukrainisch Селидове; russisch Селидово Selidowo) ist eine Stadt von regionaler Bedeutung im Osten der Ukraine mit 23.000 Einwohnern (2018).

## Geographie
Die Stadt liegt im Donbass in der Oblast Donezk 44 km nordwestlich vom Oblastzentrum Donezk an der Fernstraße M 04, einer Teilstrecke der Europastraße 50.

## Geschichte
Die Bergbaustadt ist aus einer zwischen 1770 und 1773 gegründeten Siedlung der Kosaken entstanden und trug den Namen Selydiwka (Селидівка), 1956 erhielt Selydowe den Status einer Stadt und wurde auf ihren heutigen Namen umbenannt.

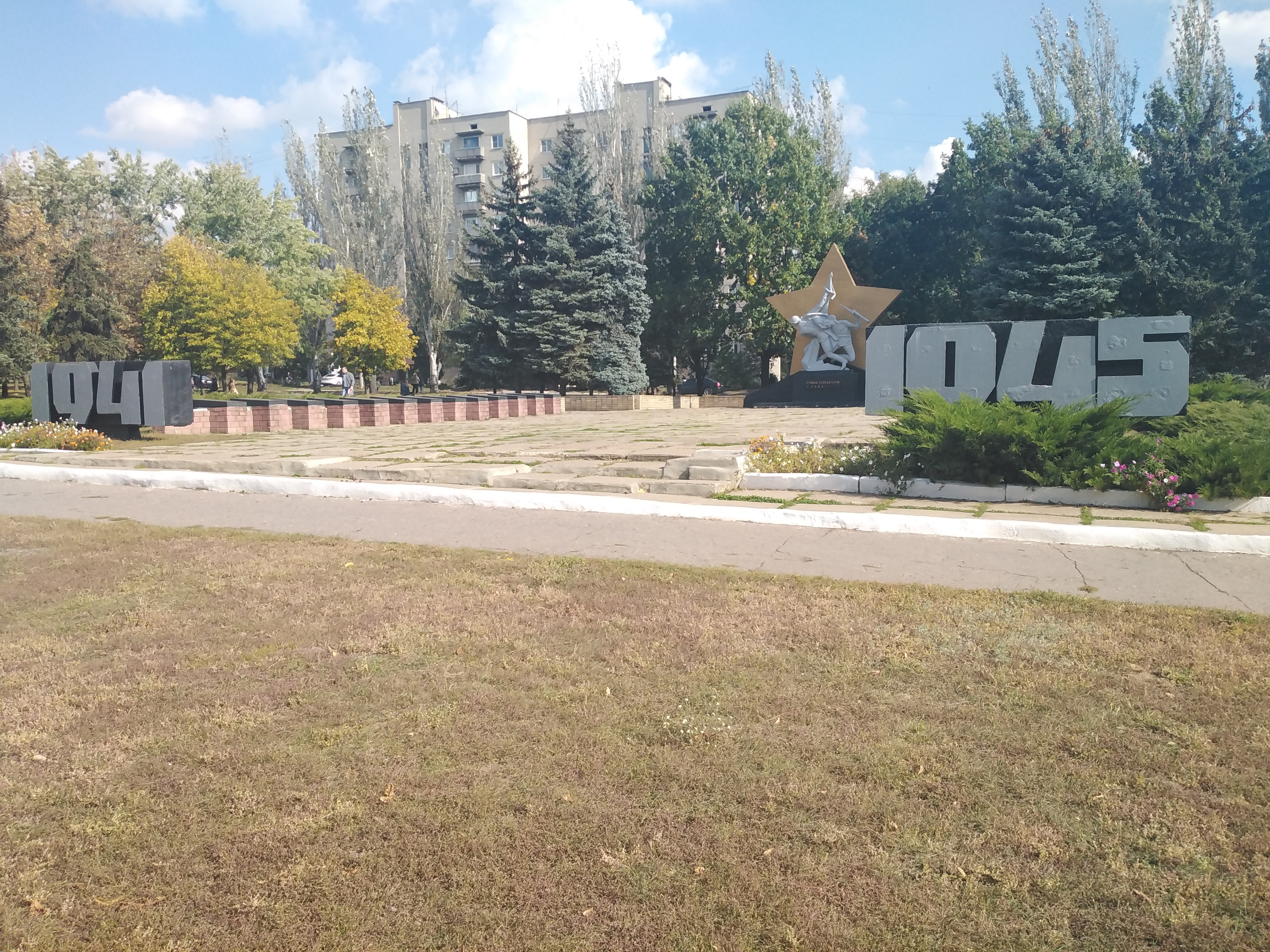
Denkmal im Ort

Im Zuge des Russisch-Ukrainischen Krieges wird Selydowe Frontstadt. Ende Oktober 2024 meldet das russische Verteidigungsministerium, russische Truppen hätten die Stadt eingenommen.

## Verwaltungsgliederung
Am 12. Juni 2020 wurde die Stadt zum Zentrum der neugegründeten Stadtgemeinde Selydowe (Селидівська міська громада/Selydiwska miska hromada). Zu dieser zählen auch die Stadt Ukrajinsk, die Siedlungen städtischen Typs Wyschnewe und Zukuryne sowie die 5 in der untenstehenden Tabelle aufgelisteten Dörfer, bis dahin bildete die gleichnamige Stadtratsgemeinde Selydowe (Селидівська міська рада/Selydiwska miska rada) unter Oblastverwaltung im Süden des ihn umgebenden Rajons Pokrowsk.
Zur Stadtgemeinde zählten neben der Stadt selbst noch:
- Hirnyk (Stadt)
- Ukrajinsk (Stadt)
- Komyschiwka (Siedlung städtischen Typs)
- Wyschnewe (Siedlung städtischen Typs)
- Siedlungsgemeinde Kurachiwka bestehend aus
  - Kurachiwka (Siedlung städtischen Typs)
  - Hostre (Siedlung städtischen Typs)
- Siedlungsgemeinde Zukuryne bestehend aus
  - Zukuryne

Bis zum 26. Juni 1992 gehörte auch noch die heute selbstständige Stadt Nowohrodiwka zur Stadtgemeinde von Selydowe.
Am 17. Juli 2020 wurde der Ort selbst ein Teil des Rajons Pokrowsk.
Folgende Orte sind neben dem Hauptort Selydowe Teil der Gemeinde:
| Name                     | Name           | Name                            |
| ukrainisch transkribiert | ukrainisch     | russisch                        |
| ------------------------ | -------------- | ------------------------------- |
| Hryhoriwka               | Григорівка     | Григоровка (Grigorowka)         |
| Jurjiwka                 | Юр'ївка        | Юрьевка (Jurjewka)              |
| Nowoolexijiwka           | Новоолексіївка | Новоалексеевка (Nowoalexejewka) |
| Petriwka                 | Петрівка       | Петровка (Petrowka)             |
| Pustynka                 | Пустинка       | Пустынка                        |
| Ukrajinsk                | Українськ      | Украинск (Ukrainsk)             |
| Wyschnewe                | Вишневе        | Вишнёвое (Wischnjowoje)         |
| Zukuryne                 | Цукурине       | Цукурино (Zukurino)             |

## Bevölkerung
| 1859  | 1908  | 1913  | 1923  | 1959   | 1970   | 1979   | 1989   | 2001   | 2018   |
| ----- | ----- | ----- | ----- | ------ | ------ | ------ | ------ | ------ | ------ |
| 3.618 | 7.823 | 9.798 | 6.572 | 12.949 | 22.315 | 21.853 | 29.831 | 26.793 | 22.971 |

Quelle: 1859,
1908–1923, 1979, ab 1959